# Отслоение плаценты
Отслоение плаценты — преждевременное отслоение плаценты от матки, происходящее до родов. Чаще всего это происходит на 25 неделе беременности. Симптомы могут включать вагинальное кровотечение, боль внизу живота и низкое кровяное давление. Осложнения для матери могут включать диссеминированное внутрисосудистое свертывание и почечную недостаточность. Осложнения для ребенка могут включать дистресс плода, низкий вес при рождении, преждевременные роды и мертворождение.
Причина отслоения плаценты не совсем ясна. Факторы риска включают курение, преэклампсию, предшествующее отслоение плаценты, травму во время беременности, употребление кокаина и предшествующее кесарево сечение. Диагноз ставится на основании симптомов и подтверждается УЗИ. Это состояние классифицируется как осложнение при беременности.
На начальной стадии может быть рекомендован постельный режим, а при более значительном отслоении или отслоении, происходящем в кратчайшие сроки, может быть рекомендовано родоразрешение. Если все стабильно, можно попробовать роды через естественные родовые пути, в противном случае рекомендуется кесарево сечение. Беременным на сроке менее 36 недель могут назначаться кортикостероиды для ускорения развития легких ребенка. Лечение может потребовать переливания крови или экстренной гистерэктомии.
Отслоение плаценты происходит примерно в 1 из 200 беременностей. Наряду с предлежанием плаценты и разрывом матки это одна из наиболее частых причин вагинального кровотечения на поздних сроках беременности. Отслоение плаценты является причиной около 15% случаев смерти младенцев во время родов. Это состояние было описано, по крайней мере, еще в 1664 году.

## Профилактика
Несмотря на то, что полностью исключить риск отслоения плаценты невозможно, его можно снизить. Отказ от курения, употребления алкоголя и кокаина во время беременности способствует снижению вероятности отслоения. Важно избегать деятельности, связанной с риском физической травмы. Женщинам с высоким артериальным давлением или с отслоением плаценты в анамнезе рекомендуется находиться под тщательным медицинским наблюдением при  последующей беременности.
Также снижению риска может способствовать сбалансированное питание (включая приём фолиевой кислоты) и соблюдение режима сна.
Применение ацетилсалициловой кислоты до 16-й недели беременности с целью профилактики преэклампсии также оказывает положительное влияние.